# Mostkovice
Mostkovice är en ort i Tjeckien.   Den ligger i regionen Olomouc, i den östra delen av landet, 200 km öster om huvudstaden Prag. Mostkovice ligger 254 meter över havet och antalet invånare är 1 313.
Terrängen runt Mostkovice är platt åt nordost, men åt sydväst är den kuperad. Runt Mostkovice är det tätbefolkat, med 411 invånare per kvadratkilometer. Närmaste större samhälle är Prostějov, 4,3 km öster om Mostkovice. Runt Mostkovice är det i huvudsak tätbebyggt.